# Корягин, Дмитрий Александрович
Дмитрий Александрович Корягин (1935—2009) — российский учёный-программист, доктор физико-математических наук, в 1992—2009 зам. директора Института прикладной математики имени М. В. Келдыша по научной работе. Заслуженный деятель науки Российской Федерации.

## Биография
Родился 5 июня 1935 года в Уссурийске, Приморский край, в семье военного лётчика Александра Александровича Корягина — будущего генерал-майора авиации. Вскоре после рождения переехал с родителями в Москву.
В 1954—1971 на военной службе. Окончил Военно-воздушную инженерную академию им. Н. Е. Жуковского (1959). Был направлен в НИИ-4 Министерства обороны и прикомандирован к ИПМ им. М. В. Келдыша АН СССР.
В 1965 г. защитил кандидатскую диссертации «Транслятор с языка Алгол для ЭВМ М-50».
В 1971 г. уволился в запас в звании полковника и был зачислен в штат ИПМ им. М. В. Келдыша на должность и. о. зав. сектором.
Под его руководством и при непосредственном участии был создан пакет программ «Сафра», предназначенный для решения задач математической физики, в частности, задач лазерного управляемого термоядерного синтеза.
Доктор физико-математических наук (1984), тема диссертации «Вопросы системного обеспечения пакетов программ для задач вычислительной физики».
С 1985 года заведующий отделом, в котором по заказу ИАЭ им. Курчатова была разработана интегрированная машиностроительная система КАПРИ.
С 1992 года заместитель директора ИПМ им. М.В. Келдыша РАН по научной работе.
С 1987 г. по совместительству профессор кафедры системного программирования ВМК МГУ, читал лекционный курс «Пакеты прикладных программ».

## Научные труды
- Система ПНФ. Технология разработки пакетов прикладных программ / Д. А. Корягин, В. И. Кротов, В. А. Сигалев. — М. : ИПМ, 1986. — 26 с.; 21 см. — (N151).
- Пакеты прикладных программ / В. Я. Карпов, Д. А. Корягин. — М. : Знание, 1983. — 64 с.; 20 см. — (Новое в жизни, науке, технике).
- Системное обеспечение пакетов прикладных программ / М. М. Горбунов-Посадов, Д. А. Корягин, В. В. Мартынюк; Под ред. А. А. Самарского. — М. : Наука, 1990. — 205,[1] с.; 20 см. — (Б-чка программиста).; ISBN 5-02-014386-3 :

## Награды и почётные звания
- Заслуженный деятель науки Российской Федерации.
- Премия Совета Министров СССР (1986) — за разработку и внедрение многоцелевых программных средств в инженерные расчёты и проектирование сложных технических объектов на ЭВМ.
- орден Дружбы (2004).

Умер 23.06.2009 после тяжёлой болезни. Похоронен на Головинском кладбище Москвы.